# Wiktoria Valverde González
Victoria Valverde González (ur. 20 kwietnia 1888 w Vicálvaro, zm. 12 stycznia 1937) – hiszpańska zakonnica, męczennica i błogosławiona Kościoła katolickiego.

## Życiorys
Francisca Inés de la Antigua urodziła się 20 kwietnia 1888 roku. Była uczennicą w sierocińcu Sióstr Miłosierdzia. Wstąpiła do Instytutu Kalasancjańskiego Sióstr Boskiego Pasterza (Instituto calasancio de Hijas de la Divina Pastora) i 28 sierpnia 1910 roku przyjęła imię Wiktoria (Victoria), a 17 września 1916 roku złożyła profesję zakonną. Po wybuchu wojny domowej w Hiszpanii trafiła do więzienia i została rozstrzelana na cmentarzu Las Casillas w pobliżu Martos. Jej szczątki spoczywają w sanktuarium w krypcie Nuestra Señora de la Villa w Martos.
Beatyfikowana w grupie 522 męczenników 13 października 2013 roku w Tarragonie.